# جهة الرباط سلا زمور زعير
جهة الرباط - سلا - زمور- زعير هي إحدى الجهات الستة عشرة التي تؤلف المغرب.
تقع جهة الرباط - سلا - زمور- زعير في الشمال الغربي للمملكة، على الهضبة الوسطى. التي يغطي جزءا كبيرا منها إقليم الخميسات، وكذا الهضبة الساحلية التي تمتد على ولاية الرباط - سلا.
تحد من الشمال والشمال الشرقي بجهة الغرب - الشراردة - بني حسن، ومن الغرب بالمحيط الأطلسي، ومن الشرق والجنوب الشرقي بجهة مكناس- تافيلالت، ومن الجنوب والجنوب الغربي بجهة الشاوية - ورديغة تمتد الجهة على مساحة تقدر ب 9580كلم²، أي بنسبة 1,3% من المساحة الإجمالية للبلاد، وتضم 3 عمالات وإقليم واحد.

## التقسيم الإداري
تنقسم الجهة إلى عمالات وأقاليم على النحو التالي:
- عمالة الرباط، بمساحة 118 كلم²،
- عمالة سلا بمساحة 672 كلم²،
- عمالة الصخيرات تمارة بمساحة 485 كلم²،
- إقليم الخميسات بمساحة 8305 كلم².

وتضم الجهة:
- 17 جماعة حضرية.
- 40 جماعة قروية، من بينها 32 جماعة بإقليم الخميسات.

بلغ عدد سكان جهة الرباط - سلا - زمور- زعير 2.349.202 نسمة في الإحصاء المغربي الرسمي لعام 2004 بحيث شكل سكانها نسبة 7,92% من اجمالي سكان المغرب.

## الدراسات العلمية على سكان الجهة
في دراسة جينية أنثروبولوجية عن سكان الرباط سلا زمور زعير الناطقون بالعربية بالمغرب تحت عنوان 《Exploitation de 15 STRs autosomaux pour l’étude phylogénétique de la population Arabophone de Rabat-Salé- Zemmour-Zaer (Maroc)》؛ تم فيها تحليل 387 فردًا عشوائيًا سليمًا غير مرتبطين من المنطقة، خلص العلماء إلى وجود روابط عميقة تؤكد عروبة ساكنة الرباط سلا زمور زعير الناطقة بالعربية على المستوى الجيني أيضا وليس فقط اللغوي والثقافي.
بحيث جاء في خلاصة الدراسة : ” يُظهر السكان الناطقون بالعربية في الرباط سلا زمور زعير تشابهًا وراثيًا مع الأندلسيين على نطاق أفريقي متوسطي وتشابهًا وراثيًا مع سكان الشرق الأوسط في سياق عالمي أوسع “.
وبعد دراسة التقارب الجيني لسكان الرباط ؛ سلا ؛ زمور ؛ وزعير الناطقون بالعربية، تبين أن هناك ترابط جيني قوي لهم مع عرب الشرق الأوسط ؛ وأنهم نتاج هجرتين من الشرق الأوسط والأندلس ؛ وهو ما يؤكد التاريخ العربي المدون لهذه المنطقة التي عرفت وفود كبير للقبائل العربية تاريخيا ؛ إذ يصرح العلماء في الدراسة : ” انفصل سكان الرباط سلا زمور زعير عن سكان شمال البحر الأبيض المتوسط لينضموا إلى سكان الشرق الأوسط وشمال أفريقيا. يلعب عمر التأثير التأسيسي دورًا مهمًا في إعادة التموضع هذه. في الواقع فإن المؤسسين (الأجداد) العرب لسكان الرباط سلا زمور زعير ليسوا سوى المسلمين الذين هاجروا من الشرق الأوسط ليستقروا في منطقة الرباط سلا زمور زعير قبل عام 1150م، أي قبل حوالي خمسة قرون من وصول العرب اللاجئون المسلمون من الأندلس “.

## هوامش
1. ↑  GeoNames (بالإنجليزية), 2005, QID:Q830106
2. ↑  Codes for the representation of names of countries and their subdivisions—Part 2: Country subdivision code (بالإنجليزية), 1998, QID:Q133153
3. 1 2 3  Ossmani، Hicham El (1 يناير 2008). "Exploitation de 15 STRs autosomaux pour l'étude phylogénétique de la population Arabophone de Rabat-Salé-Zemmour-Zaer (Maroc)". Anthropologie. مؤرشف من الأصل في 2024-09-25.